# Hrušová
Hrušová är en ort i Tjeckien.   Den ligger i regionen Pardubice, i den centrala delen av landet, 130 km öster om huvudstaden Prag. Hrušová ligger 287 meter över havet och antalet invånare är 343.
Terrängen runt Hrušová är huvudsakligen lite kuperad. Hrušová ligger nere i en dal. Runt Hrušová är det ganska tätbefolkat, med 100 invånare per kvadratkilometer. Närmaste större samhälle är Vysoké Mýto, 5,1 km nordväst om Hrušová. Trakten runt Hrušová består till största delen av jordbruksmark.